# نامبر وانز (آلبوم ماریا کری)
نامبروان‌ها (انگلیسی: Number 1's, انگلیسی: #1's) نخستین آلبوم گردآوری‌شده ماریا کری، خواننده-ترانه‌سرا و تهیه‌کننده آمریکایی است که در ۱۷ نوامبر ۱۹۹۸ توسط کلمبیا رکوردز منتشر شد. این آلبوم شامل سیزده تک‌آهنگ شماره یک کری در ۱۰۰ تک‌آهنگ داغ بیلبورد و همچنین چهار ترانه جدید بود. در ژاپن، این آلبوم شامل تک آهنگ محبوب او «تمام چیزی که برای کریسمس می‌خواهم تو هستی» است که بزرگترین فروش کری در آنجا بود. کری اگرچه ویژگی‌های یک آلبوم منظم و عالی را نشان می‌داد، اما از لیست آهنگ‌ها که آن را مجموعه بزرگی از تجاری‌ترین تک آهنگ‌های خود می‌خواند، ابراز تنفر می‌کند. او به‌طور مرتب ناامیدی خود را از انتخاب قطعه‌های آلبوم ابراز داشته و ناامیدی خود را از حذف «ترانه‌های مورد علاقه» خود ابراز داشته‌است.
آلبوم با انتقاداتی در مورد ترانه‌های جدید و تصمیم در مورد فقط ورودی‌های شماره یک کری در ایالات متحده روبرو شد. این آلبوم در سراسر جهان به موفقیت تجاری رسید. این آلبوم در شمارهٔ چهار در بیلبورد ۲۰۰ آغاز به کار کرد، شماره یک در ژاپن و در میان ده بازار برتر در سراسر بازار موسیقی در سراسر جهان قرار گرفت. نامبروان‌ها پنج گواهی‌نامه پلاتین از انجمن صنعت ضبط موسیقی ایالات متحده آمریکا (RIAA) و دو پلاتین از فدراسیون بین‌المللی صنعت فونوگرافی (IFPI) دریافت کرد. فروش این آلبوم در ژاپن ۳ میلیون و ۲۵۰ هزار نسخه در سه ماه اول اعلام شد و همچنان پرفروش‌ترین آلبوم تاریخ در ژاپن توسط یک هنرمند غیرآسیایی است.
«وقتی باور کردی»، یک دوخوانی با ویتنی هیوستون، در سراسر جهان نمودارهای خوبی را کسب کرد، و در ایالات متحده آمریکا به مقام پانزده، دو تای برتر نروژ، اسپانیا، سوئد و سوئیس و پنج تای بلژیک، فرانسه، هلند و انگلستان و به شماره یک در مجارستان رسید. «وقتی باور کردی» در موسیقی متن فیلم شاهزاده مصر قرار گرفت و جایزه اسکار بهترین ترانه اصلی را دریافت کرد. سومین تک آلبوم با نام «من هنوز ایمان دارم» با بهترین عملکرد از بین چهار ترانه جدید، در جایگاه چهارم قرار گرفت.
در ۱۵ مه ۲۰۱۵، کری همزمان با آغاز نمایش اقامتی خود به همین نام در لاس وگاس، شماره یک تا بی‌نهایت، نسخه به روز شده نامبروان‌ها با تمام ۱۸ شماره یک خود را منتشر کرد. این آلبوم بیش از ۱۵٬۰۰۰٬۰۰۰ واحد در سراسر جهان فروخته‌است.